# Universidade Dili
Universidade Dili (port. Universidade de Díli, UNDIL) – wschodniotimorska uczelnia prywatna w mieście Dili. Została założona w 2002 roku.